# Onweerastma
Onweerastma Is een vorm van astma die wordt veroorzaakt door een plotselinge weersverandering.
Wanneer er tijdens de weersverandering pollen in de lucht aanwezig zijn, kunnen deze door de regen opzwellen en barsten. Hierdoor vermeerdert het aantal deeltjes zich zeer snel en door de harde wind kunnen ze zich ook nog snel verspreiden. Mensen met astma, onder andere als gevolg van hooikoorts kunnen hier binnen korte tijd zeer veel last van krijgen. Ook personen die ervoor geen last van astma hadden.
In 1994 deed zich in Londen een warmte-onweer voor, waarna veel mensen last kregen van hun ademhalingswegen. In het zuiden van Australië zijn ook meerdere uitbraken bekend. In november 2016 kwamen in en rond de Australische stad Melbourne zes mensen om het leven door de gevolgen van pollenstorm. Meer dan 8500 mensen meldden zich met luchtwegklachten in het ziekenhuis.

## Bekende uitbraken
- 6-7 juli 1983: Birmingham, Verenigd Koninkrijk
- november 1987: Melbourne, Australië
- 29-30 november 1989: Melbourne, Australië
- 24-25 juli 1994: Londen, Verenigd Koninkrijk
- 30 oktober 1997: Wagga Wagga, Australië
- 4 juni 2004: Napels, Italië
- 2010: Melbourne, Australië
- 2 november 2013: Ahvaz, Iran
- 21 november 2016: Melbourne, Australië